# إريك ماوريسيو رودريغيز
إريك ماوريسيو رودريغيز (بالإسبانية: Erick Mauricio Rodríguez)‏ هو محامي وسياسي هندوراسي، ولد في 23 فبراير 1968. حزبياً، نشط في الحزب الليبرالي الهندوراسي. وقد انتخب نائب في المؤتمر الوطني في هندوراس.